# Gigantour
Gigantour es el nombre de la gira de seis semanas del festival musical de heavy metal organizado por Dave Mustaine de Megadeth, el cual visitó varias ciudades de Estados Unidos y Canadá, comenzando a finales de julio de 2005. Las bandas de la gira, Megadeth, Dream Theater (acto principal junto a Megadeth), Fear Factory, The Dillinger Escape Plan y Nevermore, fueron escogidas por Mustaine porque quería "hacer un festival de bandas positivas que toquen música pesada en un ambiente de alta energía". La gira se da después de un receso de la última gira de Megadeth en apoyo a su último ofrecimiento, The System Has Failed, y coincide con el lanzamiento del octavo álbum de Dream Theater, Octavarium.
Una segunda tarima mostraba a los fans las bandas un tanto menos prominentes --pero no menos respetadas-- Dry Kill Logic, Life of Agony, Bobaflex y Symphony X. En los cinco espectáculos después de Toronto, Anthrax reemplazó a Dream Theater en la primera tarima.
Entre las metas declaradas de la gira están mostrar a los fans muchos estilos diferentes de metal, así como presentarles actos menos familiares, como The Dillinger Escape Plan, Symphony X, y Nevermore.
El nombre Gigantour fue inspirado por el Anime clásico de los '60s "Gigantor".
El logo de Gigantour fue inspirado por el logo de The Terminator. El logo fue concebido y diseñado por Dave Mustaine y el webmaster de Megadeth, Dave McRobb.

## El Festival
Desde la formación de Megadeth en 1983, han estado en tour con varias bandas de gran relevancia dentro del mundo del metal desde los británicos Iron Maiden hasta con Slayer y Anthrax en "Clash Of The Titans". Sin embargo, también han realizado conciertos con varias bandas muy respetadadas que no son tan populares.
Cada una de las bandas que han sido escogidas para Gigatour, se han elegido porque Dave Mustaine considera, que son una de las mejores bandas en las que él ha colaborado u oído en su carrera con Megadeth; independiente del número de discos que hayan vendido. Bandas como Dream Theater, Nevermore, Overkill y Opeth son un ejemplo de ello, no tienen mucho que ver con Megadeth, pero son bandas muy conocidas y respetadas dentro del mundo del metal. Gigantour que trae a las bandas sin ningún otro motivo que mostrar un gran espectáculo.
Además, la gira fue creada como una forma de abastecer a los aficionados de todos los estilos de metal en un solo paquete; el mismo Mustaine declara: "Creo que la variedad de estilos y la credibilidad de los músicos es realmente emocionante..." Por lo que Gigantour es una buena oportunidad de disfrutar música no solo etiquetada en un tipo de metal.

## El primer Gigantour (2005)

### Miembros y fechas
Primera etapa: Megadeth, Dream Theater (21 de julio - 3 de septiembre), Anthrax (6 de septiembre - 11 de septiembre), Fear Factory, The Dillinger Escape Plan, Nevermore

Segunda etapa: Life of Agony, Symphony X, Dry Kill Logic, Bobaflex y Opeth
Julio

21 Fresno, CA - Selland Arena

22 Las Vegas, NV - Thomas and Mack Center

23 Phoenix, AZ - Cricket Amphitheater

24 Irvine, CA - Verizon Wireless Amphitheater

26 Sacramento, CA - The Cove

28 San Diego, CA - SDSU Open Air Theater

29 Tucson, AZ - Casino Anselmo

30 Albuquerque, NM - Journal Amphitheater

Agosto

01 San Antonio, TX - Lonestar Pavilion

02 Dallas, TX - Nokia Live

03 Corpus Christi, TX - Concrete Street Amphitheater

05 Atlanta, GA - Gwinnett

06 Orlando, FL - Hard Rock Live

07 West Palm Beach, FL - Sound Advice Amphitheater

08 Tampa, FL - St. Pete Times Forum

10 Detroit, MI - DTE Energy Music Center

11 Ft. Wayne, IN - Coliseum Expo

12 Chicago, IL - Tweeter Center

13 Milwaukee, WI - Eagles Ballroom Complex

14 Cleveland, OH - Tower City Amphitheater

16 Cincinnati, OH - Annie's Outdoor Pavilion

17 Pittsburgh, PA - Chevrolet Amphitheater

19 Portland, ME - Civic Center

20 Manchester, NH - Verizon Wireless Amphitheater

21 Poughkeepsie, NY - Mid-Hudson Civic Center

23 Wantagh, NY - Jones Beach Amphitheater

24 Holmdel, NJ - PNC Bank Arts Center

26 Boston, MA - Bank Of America Pavilion

27 Reading, PA - Sovereign Center

28 Atlantic City, NJ - House Of Blues

30 Buffalo, NY - Darien Lake Amphitheater

31 Huntington, WV - Big Sandy Superstore Arena
Septiembre

02 Montreal, QC - Bell Centre

03 Toronto, ON - Molson Amphitheater

06 Edmonton, AB - Shaw Conference Center

07 Calgary, AB - Stampede Corral

09 Vancouver, BC - PNE Coliseum

10 Seattle, WA - White River Amphitheater

11 Portland, OR - Clark County Amphitheater